# Pelzhaus Arzt
Das Pelzhaus Arzt in Karlsruhe gehörte 1984, im Jahr des 125. Jubiläums in fünfter Generation, zu den umsatzstärksten der Bundesrepublik.

## Firmengeschichte

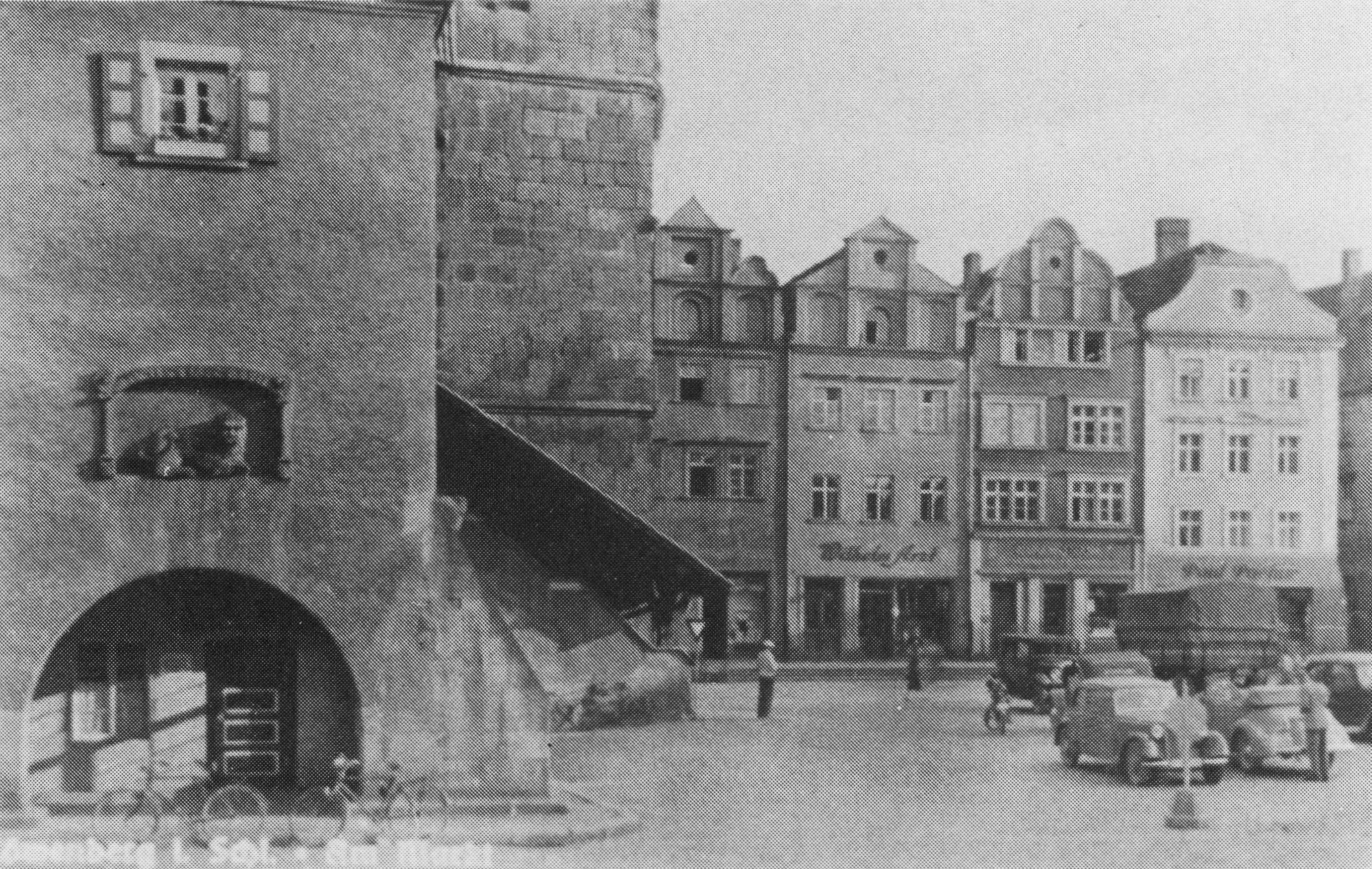
Stammhaus Wilhelm Arzt in Löwenberg

Bereits um 1550 wurde ein Lorenz Arzt († 28. März 1575) Kürschnermeister im schlesischen Neumarkt, heute Środa Śląska erwähnt. Bis zu seinem Tod im Jahr 1575 war er Oberältester der Innung. Michel Arzt († 1602) erwarb, ebenfalls in Neumarkt, 1567 den Meistertitel im Kürschnerhandwerk. Er war mit einer Tochter des Neumarkter Kaufmanns Andreas Bressler verheiratet.
Das Pelzhaus Arzt führt sich selbst jedoch in seiner Historie zurück auf den durch Kürschnermeister F. J. A. Wilhelm Arzt im Jahr 1895 in Löwenberg/Schlesien (heute Lwówek Śląski  in Polen) gegründeten Kürschnerbetrieb. Nach dem Verlust Schlesiens als Kriegsfolge des Ersten Weltkriegs (1914 bis 1918) machte er sich erneut selbständig, in Colditz, in der Firmengeschichte ausdrücklich erwähnt, 40 Kilometer vom ehemaligen Pelzhandelszentrum Leipziger Brühl entfernt. In Löwenberg ist noch 1928 ein Adolf Arzt in einem Kürschnerfachverzeichnis eingetragen, 1930 inserierte dort ein Wilhelm Arzt, Markt 215, für „Hüte, Mützen, Pelzwaren, Mantelbesätze, Handschuhe aller Arten“.

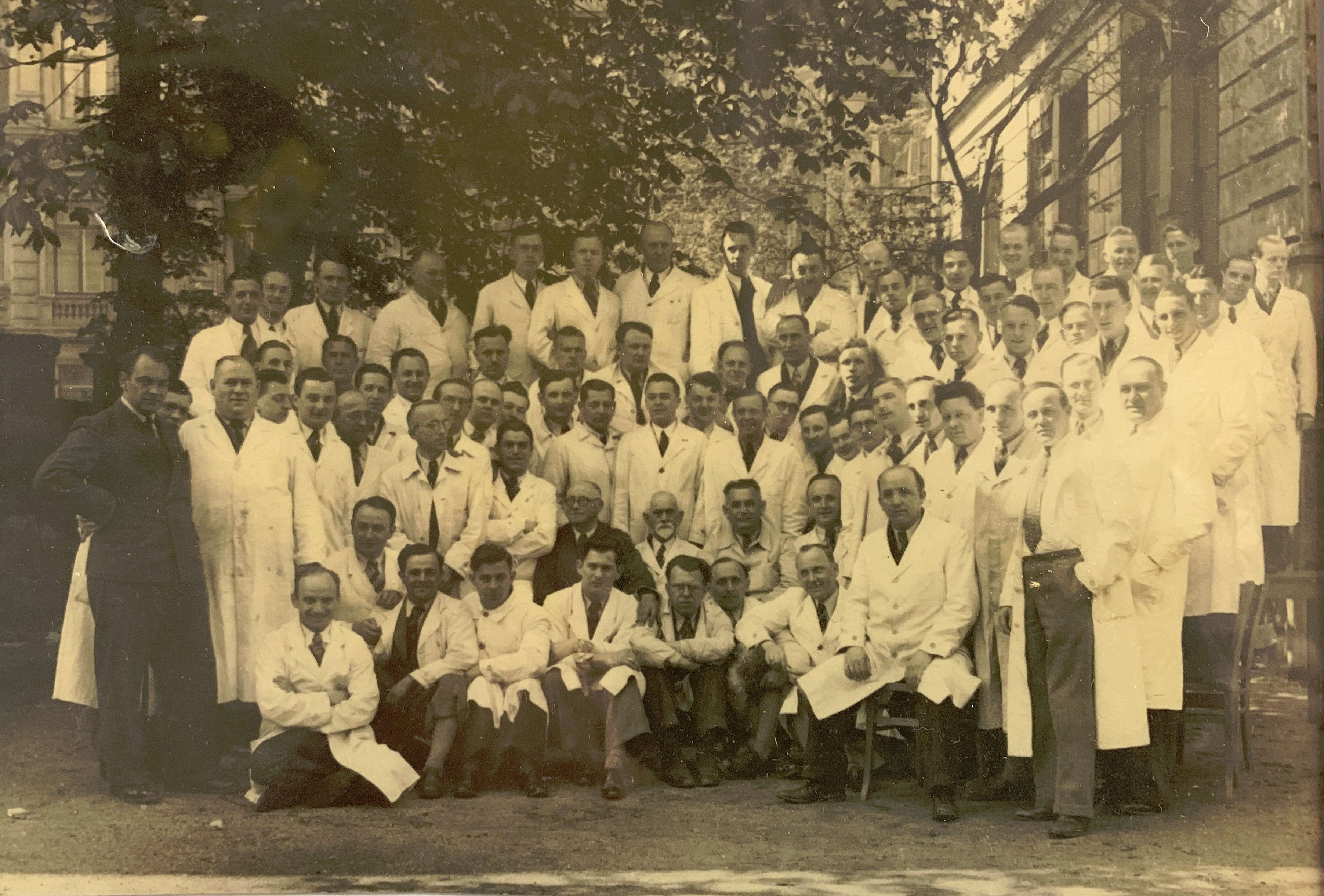
Meisterprüflinge der Kürschner in ihren für die Pelzbranche früher typischen weißen Kitteln, darunter der Vater der Gebrüder Arzt, 1939 an der Deutschen Kürschnerschule in Leipzig

Einen erneuten Einschnitt brachte der Zweite Weltkrieg (1939 bis 1945) mit der nachfolgenden Verstaatlichung der Betriebe in der DDR. Die Kürschnermeister Gebrüder Wilhelm, Gerhard und Günter Arzt, Urenkel des Gründers, gingen 1948 nach Karlsruhe in Westdeutschland, wo das Pelzfachverzeichnis des Jahres 1950 insgesamt 24 weitere Kürschnereien verzeichnete.
Die Firma Arzt war dort zuerst unter dem Namen Arzt & Günther, Tulpenstraße 39 (Karlsruhe-Rüppurr) im Fachverzeichnis der Pelzbranche eingetragen. und seit 1951 auf der zentralen Karlstraße, zwei Jahre später lautet der Eintrag Gebr. Arzt, Karlstraße 1a. Die Gesamtzahl der Kürschnereien hatte sich auf etwa 12 Betriebe halbiert. 1989 war das Unternehmen in geänderterer Form als Gebr. Arzt GmbH & Co. KG im Fachverzeichnis verzeichnet. 1995, im Jahr des 100-jährigen Bestehens zog das Pelzhaus Arzt zur Kaiserstraße, „Badens längste Einkaufsmeile“, in das Haus Nummer 239. Eine Postkarte der Zeit zeigt eine Leuchtschrift in Haushöhe mit dem Schriftzug „Arzt“, darunter „Pelze“, darüber die Abbildung eines Pelztieres. Unter den etwa 50 Mitarbeitern, neben den Seniorinhaberen und den Junioren, befanden sich, für eine Kürschnerei selten, eine Schnittmuster-Direktrice und eine Hutmacherin.
Bis August 1992 waren Gerhard und Wilhelm Arzt als Geschäftsführer eingetragen. Hans-Christian Arzt, Kürschnermeister in Karlsruhe und Joachim Arzt, Kaufmann in Rheinstetten  wurden zu weiteren Geschäftsführern bestellt. Hans-Christian hatte Mitte der 1970er Jahre eine Kürschnerausbildung in Frankfurt/Main bei dem renommierten Pelzhaus Gerson gemacht, wie zuvor schon zwei seiner Cousins. Ende Dezember 1998 schied Hans-Christian Arzt als Geschäftsführer aus und die Gesellschaft wurde von Joachim Arzt weitergeführt.
Die Pelzhaus Arzt GmbH & Co. KG, Kaiserstraße 238, wurde mit dieser Firmenbezeichnung am 21. Februar 2013 im Handelsregister gelöscht. Hans-Christian Arzt, Kürschnermeister firmierte 2022, als Pelzwerkstatt, unter der Adresse Karlsruhe-Grünwinkel, Mahlbergstraße 66.
Die Brüder Klaus-Dieter und Bernhard Arzt, eingetragene Kaufleute, waren lange Zeit im Pelzhaus Arzt tätig, bevor sie sich als konkurrierendes Unternehmen selbständig machten. Sie betreiben 2022 unter dem Namen „Novum - Pelz und Mode“ ein Geschäft in Baden-Baden, Sophienstraße 5 (Inhaber Bernhard Arzt).

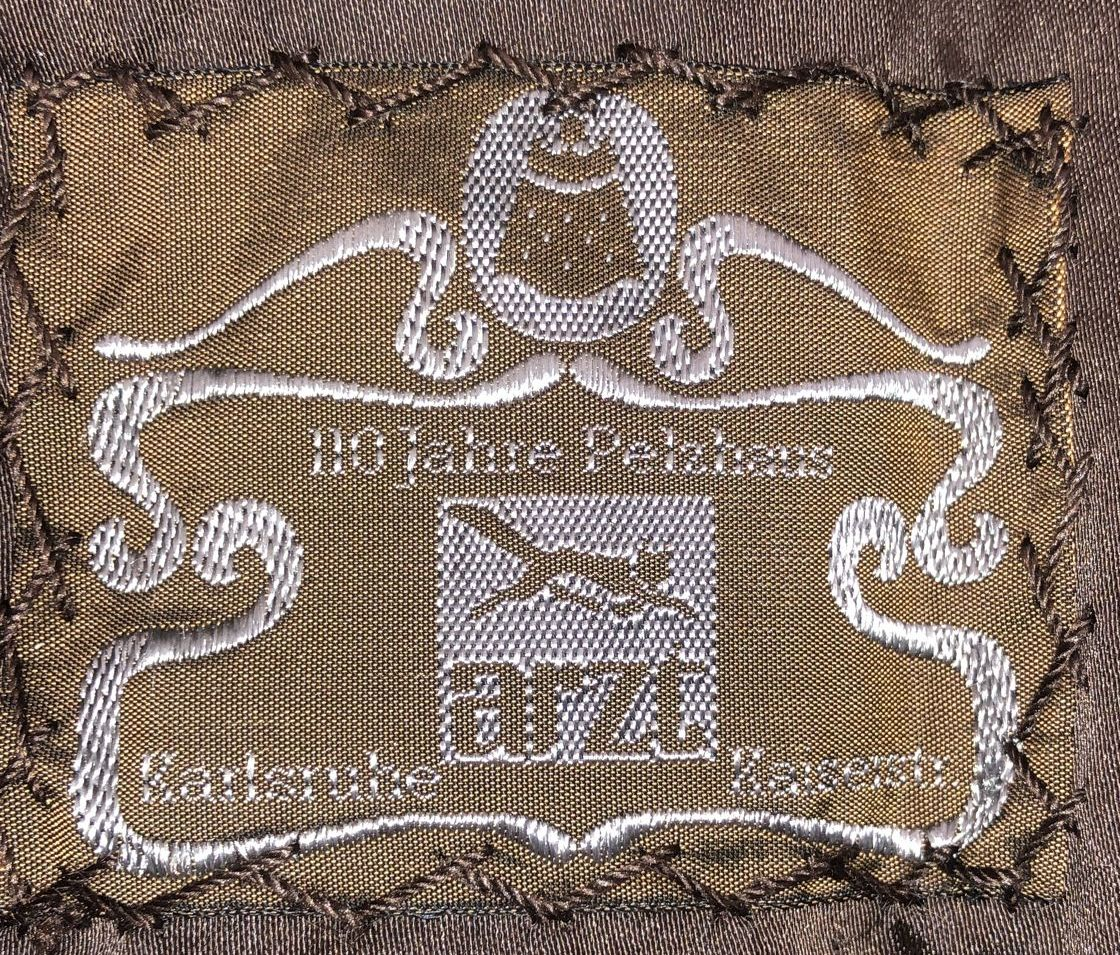
Web-Etikett „110 Jahre Pelzhaus Arzt“
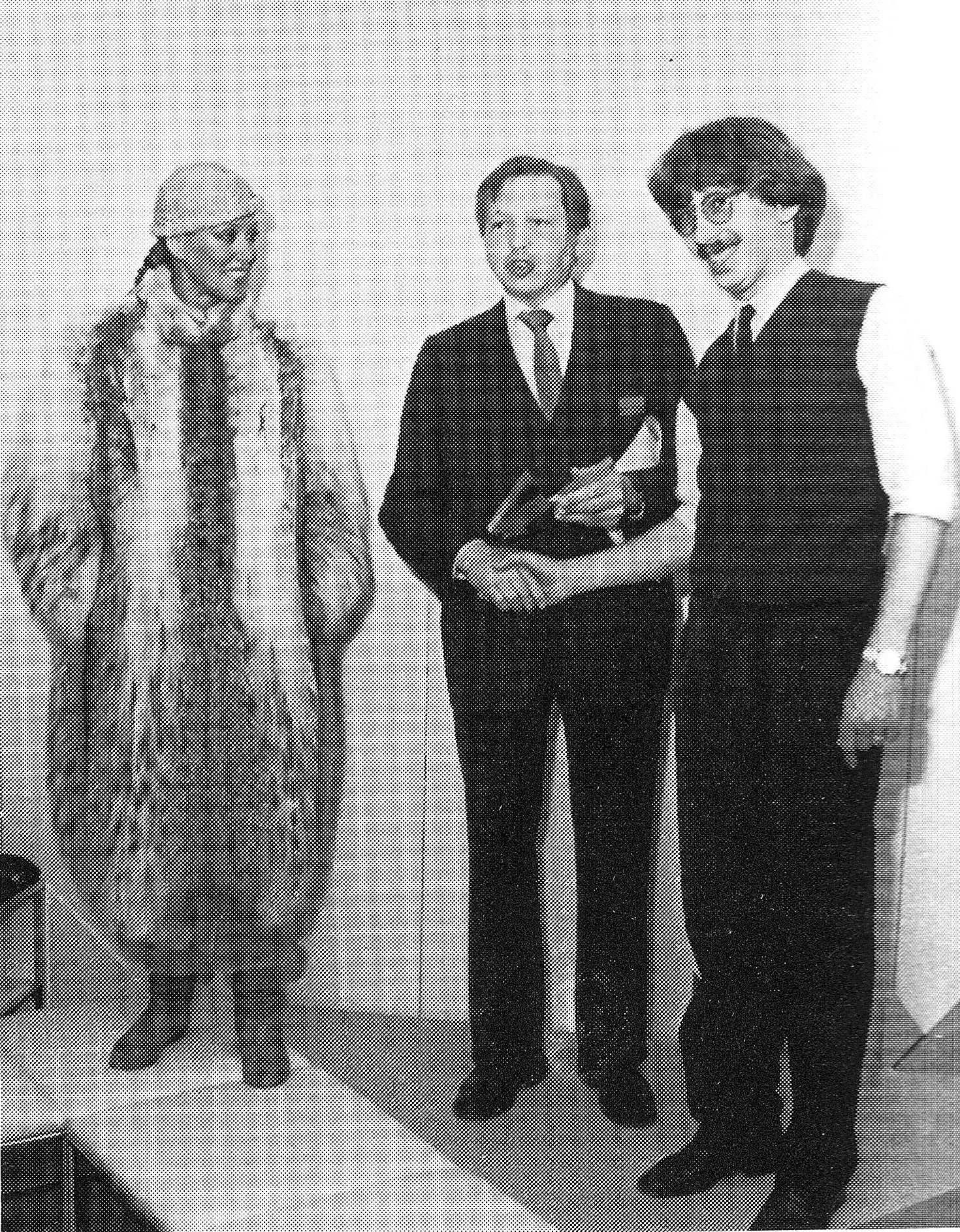
Bernhard Arzt (rechts) erhält eine Auszeichnung als Gruppensieger beim Modellwettbewerb des deutschen Kürschnerhandwerks, 1981
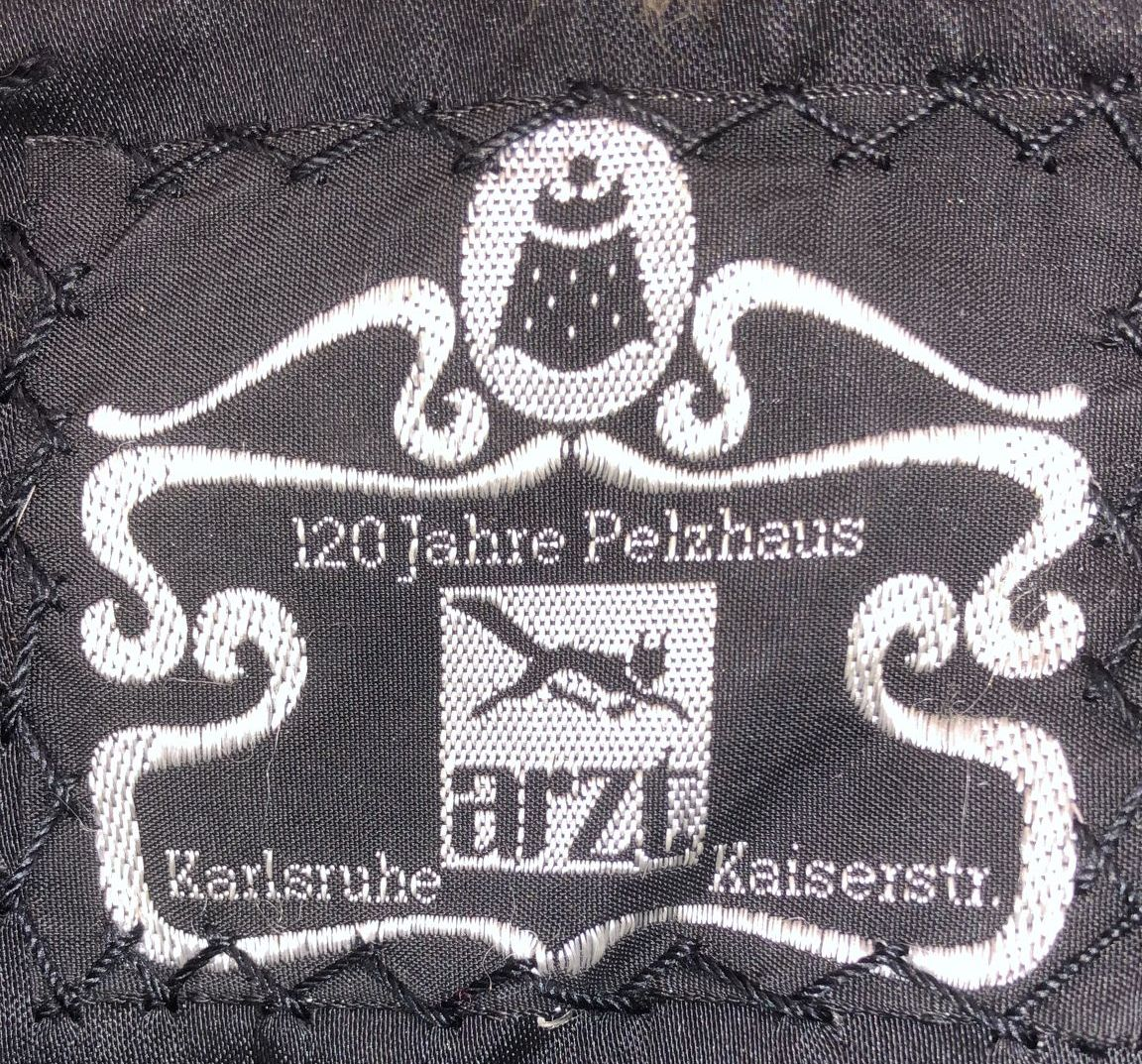
Web-Etikett „120 Jahre Pelzhaus Arzt“